# Daniel Waneoroa
Daniel Suilea Waneoroa est un homme politique salomonais.

## Biographie
Titulaire d'un diplôme de Bachelor of Arts (licence) en géographie et aménagement du territoire à l'université du Pacifique Sud en 2010, il est employé comme spécialiste d'aménagement du territoire au ministère des Affaires provinciales, le ministère du gouvernement national chargé des relations avec les provinces des Îles Salomon,,.
Il se présente comme candidat du parti d'opposition Vous et moi pour le changement (en pijin, Iumi for Change, I4C), le parti de Daniel Suidani, dans la circonscription de Malaita-nord aux élections législatives salomonaises de 2024. Il se présente ainsi notamment contre le député sortant Senley Filualea, du parti au pouvoir PPUR, et l'ancien député Jimmy "Rasta" Lusibaea, ancienne figure de la milice ethnique Malaita Eagle Force. Ses deux principaux adversaires mènent une campagne bien financée, tandis que Daniel Waneoroa doit dépendre du soutien de ses partisans au jour le jour pour mener sa campagne. À la surprise générale, il remporte le siège avec 26,3 % des voix et quelque trois cent voix d'avance sur Jimmy Lusibaea,. Transform Aqorau, le vice-président de l'université nationale des Îles Salomon, qualifie sa victoire de « bouleversement majeur » suggérant une baisse de l'influence de la Malaita Eagle Force.
Seul élu du parti, Daniel Waneoroa signe le 27 avril un accord de coalition avec les chefs des trois autres principaux partis d'opposition : le Parti démocrate de Matthew Wale, l'Alliance démocrate de l'ancien Premier ministre Rick Houenipwela, et le Parti unifié 
de Peter Kenilorea junior,. Matthew Wale, ayant échoué à être élu Premier ministre, devient chef de l'opposition parlementaire, tandis que Peter Kenilorea junior, rompant son accord de coalition avec l'opposition, devient le chef du groupe des députés indépendants, c'est-à-dire de ceux qui ne font partie ni de la majorité parlementaire, ni de l'opposition officielle. Daniel Waneoroa se joint à ce groupe des indépendants.
Le 2 mai 2025, toutefois, le Premier ministre Jeremiah Manele le nomme ministre du Développement rural dans son gouvernement. En accord avec politique d'amitié avec la Chine conduite par le gouvernement, Daniel Waneoroa démisionne alors de l'Alliance interparlementaire sur la Chine, faite de députés de nombreux pays qui s'inquiètent des ingérences chinoises à travers le monde.